# Méchouar de Casablanca
Méchouar de Casablanca (en àrab مشور الدار البيضاء, Mixwār ad-Dār al-Bayḍāʾ; en amazic ⵍⵎⵉⵛⵡⴰⵔ ⵏ ⵜⴳⵎⵉ ⵜⵓⵎⵍⵉⵍⵜ) és un municipi de la prefectura de Casablanca, a la regió de Casablanca-Settat, al Marroc. Està enclavat dins la ciutat de Casablanca. Segons el cens de 2014 tenia una població total de 2.645 persones.